# فرانک رایت
فرانک رایت (انگلیسی: Frank Wright; ۲۶ دسامبر ۱۸۷۸ – ۱۳ فوریهٔ ۱۹۳۱) تیرانداز اهل ایالات متحده آمریکا بود.
وی در مسابقات کشوری و بین‌المللی در مجموع برندهٔ ۱ مدال طلا، ۱ مدال برنز شده‌است.